# Patrick (cầu thủ bóng đá, sinh 1985)
Patrick Roberto Daniel da Silva thường được gọi là Patrick (sinh ngày 26 tháng 3 năm 1985) là một cầu thủ bóng đá người Brasil thi đấu cho câu lạc bộ Karketu Dili tại Liga Futebol Timor-Leste.